# Bekaśnik

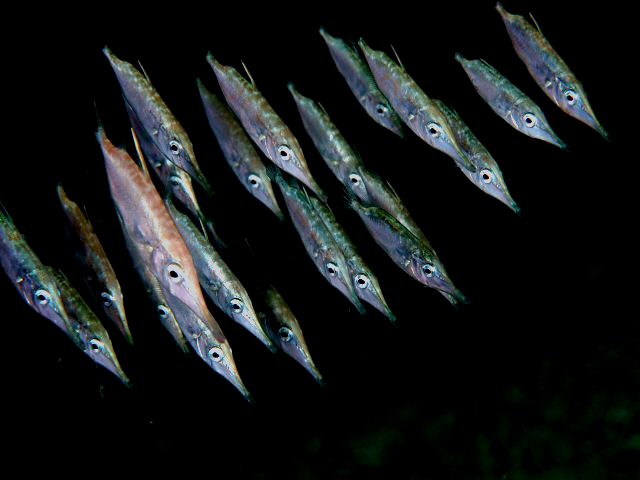
Grupa bekaśników

Bekaśnik (Macroramphosus scolopax) – gatunek ryby z rzędu igliczniokształtnych z rodziny bekaśnikowatych (Macroramphosidae).

## Występowanie
Subtropikalne i umiarkowanie ciepłe rejony wszystkich oceanów i mórz.
Żyje w niewielkich stadach nad dnem piaszczystym i mulistym na głębokości od 25 do 200 m, maksymalnie do 600 m.

## Cechy morfologiczne
Osiąga maksymalnie do 15 cm długości. Ciało bocznie spłaszczona, wysokie. Wzdłuż krawędzi brzucha oraz między płetwami piersiowymi i grzbietowymi pokryte kostnymi płytkami. Otwór gębowy mały, końcowy, bezzębny. Płetwa grzbietowa podwójna, usytuowana z tyłu tułowia. Pierwsza płetwa z 6-8 kolcami, drugi kolec wyraźnie najmocniejszy oraz najdłuższy, druga z 11-13 miękkimi promieniami. Płetwa odbytowa z 18-20 miękkimi promieniami. 
Grzbiet w kolorze oliwkowozielony, boki różowawe, brzuch srebrzysty z czerwonawym połyskiem.

## Odżywianie
Żywi się zooplanktonem i drobnymi bezkręgowcami żyjącymi na dnie. Pokarm pobiera zasysając go do długiego pyska, dzięki wytwarzaniu silnego podciśnienia. 

## Rozród
Na temat rozrodu tych ryb nic bliższego na razie nie wiadomo.